# Forcada
La forcada és un cep de raïm blanc retrobat a la falda de la muntanya Roca Foradada, propera a la Vall de Bianya (la Garrotxa), el 2005. Els raïms són de mida petita. Les baies són esfèriques, de color groc verdós i pell gruixuda.

## Ampelografia
És una varietat de cicle llarg i port erecte, molt vigorosa i productiva. Brotada primerenca a mitjana (principis d'abril) i maduració tardorenca (principis d'octubre). Manté la seva acidesa durant la maduració.

## Característiques agronòmiques
Extremadament resistent a la sequera i a les altes temperatures. Només trobem 2,69 Ha plantades a Catalunya: a la Vall de Bianya (la Garrotxa) i a la finca Mas Palau de Santa Maria de Miralles (Anoia, Penedès). Obté el seu òptim rendiment en parcel·les situades a una altitud superior als 400 metres d'altitud, en sòls argilosos i allunyada de la influència marina.

## Característiques enològiques
Els vins elaborats amb raïm forcada tenen molt bona acidesa, amb un pH baix de 3 - 3,10 i una graduació alcohòlica que pot arribar fàcilment als 13 % vol. En nas destaquen les seves aromes cítriques, florals (flors blanques) i de sotabosc mediterrani (romaní i farigola). En boca són elegants i amb un final lleugerament afruitat.

## Història
El nom de forcada prové del lloc on un viticultor de la Vall de Bianya la va trobar: la falda de la muntanya Roca Foradada (topònim). És una de les varietats recuperades per la família Torres amb el projecte de recuperació de varietats ancestrals iniciat fa més de 35 anys per Miguel A. Torres. De les 50 varietats recuperades, només 7 tenen interès enològic: la forcada, el garró, la gonfaus, la moneu, la pirene, la querol i la selma blanca.
La primera verema va tenir lloc el 2015 i va sortir per primer cop al mercat el 2019. Només es van elaborar 500 litres.